# Liste der Tunnel in Solingen
Die Liste der Tunnel in Solingen listet die aktuellen und ehemaligen Verkehrstunnelbauwerke im Stadtgebiet von Solingen auf.
Bedingt durch die hügelige Topographie mussten Tunnelbauwerke errichtet werden.
| Name und Koordinaten         | Länge | Verkehrsart und Bauform                                                                 | Daten | Bild |  |
| ---------------------------- | ----- | --------------------------------------------------------------------------------------- | --- | ---- |  |
| Schienenverkehr              |       |                                                                                         | |      |  |
| Weyersberger Tunnel ⊙        | 62 m  | Eisenbahntunnel der Bahnstrecke Solingen–Remscheid                                      | zweiröhrig, mit je einem Gleis |      |  |
| Tunnel Schützenstraße ⊙      | 40 m  | Eisenbahntunnel der Bahnstrecke Solingen–Wuppertal-Vohwinkel                            | einröhrig, ein Gleis, wurde bei der Verlängerung der Strecke 2675 (von Solingen Hbf nach Remscheid) 1894 und 1897 abgetragen und durch eine Brücke ersetzt                                                              |      |  |
| Stöckerberg-Tunnel ⊙         | 188 m | Straßenbahntunnel                                                                       | einröhrig, ein Gleis, Einweihung 25. Januar 1931 für die Linie 5, verfüllt, Nordseite zugemauert mit Tür, heute genutzt vom Schützenverein. Die Südseite ist verschüttet.                                               |      |  |
| Schlagbaum-Tunnel ⊙          | 109 m | Eisenbahntunnel der Bahnstrecke Solingen–Wuppertal-Vohwinkel                            | einröhrig, ein Gleis, ursprünglich 92 Meter aber 1978 auf 109 Meter verlängert, heute Teil der Korkenziehertrasse |      |  |
| Tunnel Wupperstraße ⊙        | 32 m  | Eisenbahntunnel der Bahnstrecke Solingen–Wuppertal-Vohwinkel                            | einröhrig, ein Gleis, heute Teil der Korkenziehertrasse, wurde 2011 asphaltiert |      |  |
| Fußverkehr                   |       |                                                                                         | |      |  |
| Rabbasol-Tunnel ⊙            | 35 m  | Fußgängertunnel                                                                         | wurde als Teil der Korkenziehertrasse 2006 erbaut, unterquert eine Erweiterung des Firmengeländes der Rabbasol-Chemie auf die ehemalige Bahnstrecke, die bei Planung der heutigen Trasse schon bestand.                 |      |  |
| Tunnel Eipaßstraße ⊙         | 26 m  | Fußgängertunnel                                                                         | wurde als Teil der Korkenziehertrasse 2011 erbaut und ersetzte die marode alte stählerne Straßenbrücke. Aus Kostengründen wurde wie beim Rabbasoltunnel eine Ausführung mit Wellblechprofilen gewählt.                  |      |  |
| Fußgängertunnel Nordstadt ⊙  | 40 m  | Fußgängertunnel                                                                         | Der Tunnel ermöglichte die unterirdische Querung der Konrad-Adenauer-Straße zwischen dem Theater und Konzerthaus und dem Rathaus Solingen. Er wurde am 22. Juli 2016 geschlossen und durch einen Ampelübergang ersetzt. |      |  |
| Straßenverkehr               |       |                                                                                         | |      |  |
| Unterführung Dorper Straße ⊙ | 14 m  | Tunnel für den Straßenverkehr, Fußgänger und Radfahrer unterhalb der Korkenziehertrasse | einröhrig |      |  |